# Aux Marais
Aux Marais – miejscowość i gmina we Francji, w regionie Hauts-de-France, w departamencie Oise.
Według danych na rok 1990 gminę zamieszkiwały 693 osoby, a gęstość zaludnienia wynosiła 121 osób/km² (wśród 2293 gmin Pikardii Aux Marais plasuje się na 411. miejscu pod względem liczby ludności, natomiast pod względem powierzchni na miejscu 809.).
Nazwa gminy oznacza w języku francuskim „na bagnach”.